# The Bells of Hell Go Ting-a-ling-a-ling

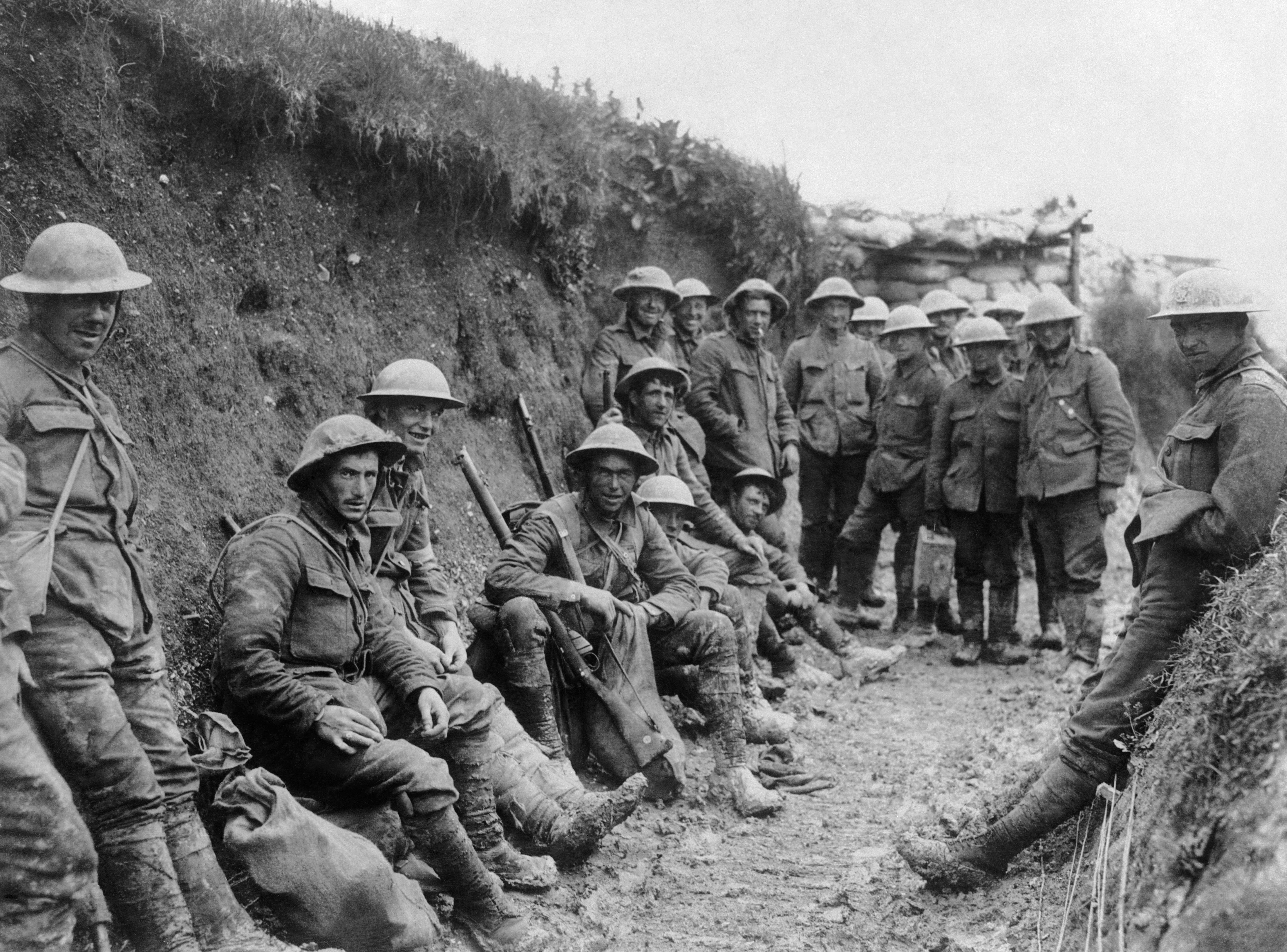
Engelsen aan de Somme tijdens de Eerste Wereldoorlog

The Bells of Hell Go Ting-a-ling-a-ling is een Engels luchtmachtliedje uit de Eerste Wereldoorlog. Dit lied is waarschijnlijk een parodie op een ander populair wijsje uit die tijd, She Only Answered Ting-a-ling-a-ling.

## Beschrijving
Het liedje komt voor in de musicalfilm Oh! What a Lovely War uit 1969. De tekst is als volgt:
The Bells of Hell go ting-a-ling-a-ling
For you but not for me:
For me the angels sing-a-ling-a-ling,
They've got the goods for me.
Oh! Death, where is thy sting-a-ling-a-ling?
Oh! Grave, thy victory?
The Bells of Hell go ting-a-ling-a-ling
For you but not for me.
De regels vijf en zes citeren apostel Paulus tijdens de opstanding. Hij sprak de woorden volgens 1 Korinthiërs 15:55, bij de begrafenisceremonie: O, Dood, waar is uw angel, o Graf, waar is uw overwinning?
In de musical Oh, What a Lovely War! worden in de derde en vierde zin andere woorden gebruikt:
And the little devils all sing-aling-aling
For you but not for me
Een filmproductie uit 1966 van Mirisch Productions met de titel The Bells of Hell Go Ting-a-ling-a-ling met Gregory Peck en Ian McKellen en geregisseerd door David Miller, naar een script van Roald Dahl, werd al na vijf weken filmen in Zwitserland gestaakt. In de film zou het bombardement te zien zijn op de Zeppelinbasis te Friedrichshafen, maar nadat er al vroeg sneeuw in de Alpen viel werden de opnames gestopt en niet meer hervat.
De eerste twee regels van het lied werden ook gebruikt in Bells of Hell, een lied van Kevin Quain's Tequila Vampire Matinee, waarin "you" vervangen werd door "thee."
The Bells of Hell go ting-a-ling-a-ling
For thee but not for me